# Arquidiócesis de Fianarantsoa
La arquidiócesis de Fianarantsoa (en latín: Archidioecesis Fianarantsoaen(sis) y en francés: Archidiocèse de Fianarantsoa) es una circunscripción eclesiástica latina de la Iglesia católica en Madagascar, sede metropolitana de la provincia eclesiástica de Fianarantsoa. La arquidiócesis tiene al arzobispo Fulgence Rabemahafaly como su ordinario desde el 1 de octubre de 2002.

## Territorio y organización

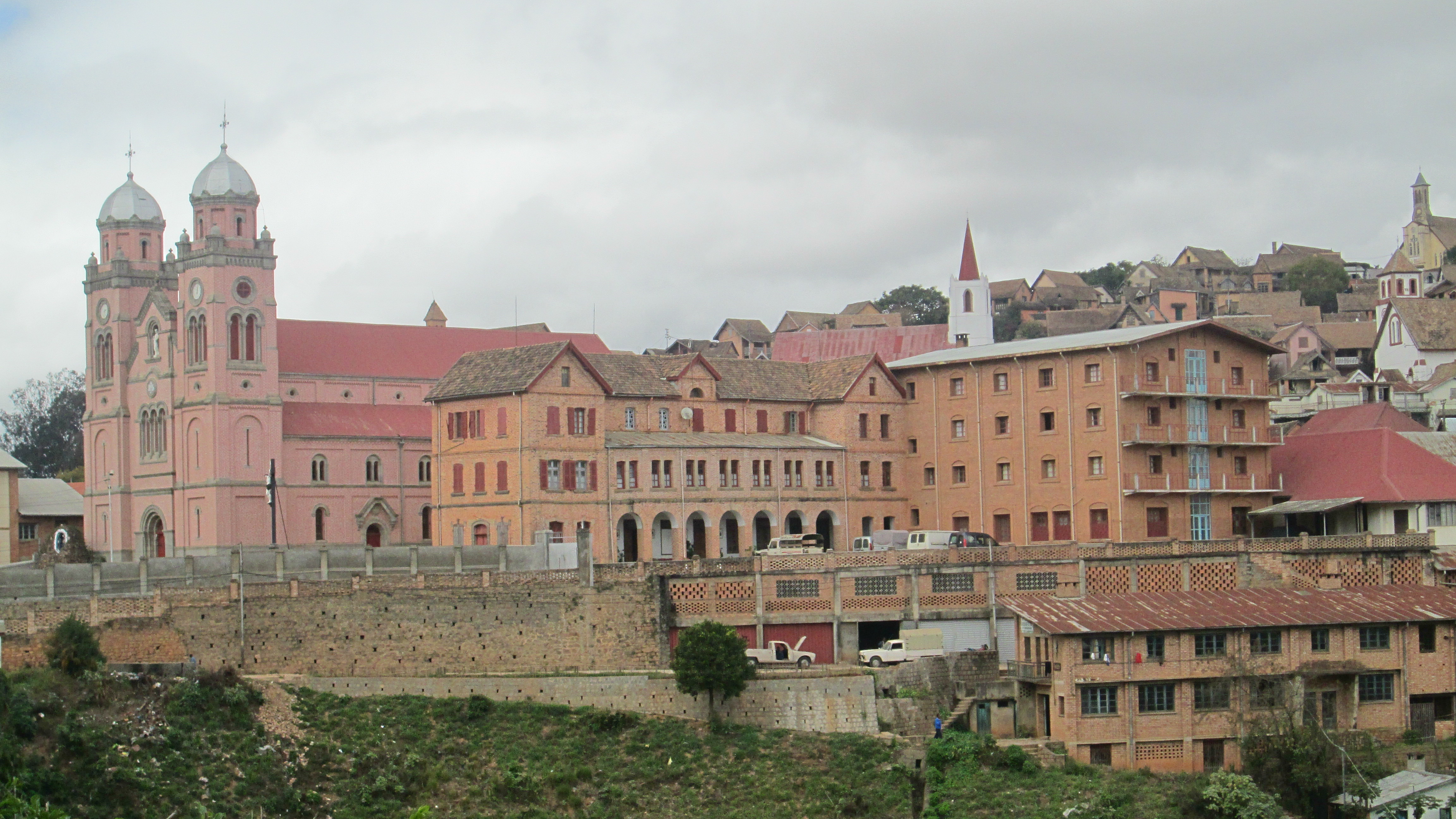
Palacios arzobispal, catedral de Fianarantsoa

La arquidiócesis tiene 29 400 km² y extiende su jurisdicción sobre los fieles católicos de rito latino residentes en la región de Haute Matsiatra y en la parte meridional de la región de Vatovavy-Fitovinany.
La sede de la arquidiócesis se encuentra en la ciudad de Fianarantsoa, en donde se halla la Catedral del Santo Nombre de Jesús.
En 2019 en la arquidiócesis existían 46 parroquias.
La arquidiócesis tiene como sufragáneas a las diócesis de: Ambositra, Farafangana, Ihosy y Mananjary.

## Historia
El vicariato apostólico de Fianarantsoa fue erigido el 10 de mayo de 1913 con el breve Ecclesiarum omnium del papa Pío X, obteniendo el territorio del vicariato apostólico de Madagascar Central (hoy arquidiócesis de Antananarivo).
El 18 de junio de 1935 cedió una parte de su territorio para la erección de la prefectura apostólica de Vatomandry (hoy arquidiócesis de Toamasina) mediante la bula Inter graviores del papa Pío XI.
El 8 de enero de 1938 cedió otra porción de territorio para la erección de la prefectura apostólica de Morondava (hoy diócesis de Morondava) mediante la bula Quo evangelici del papa Pío XI.
El 14 de septiembre de 1955, con la bula Dum tantis del papa Pío XII, el vicariato apostólico fue elevado a diócesis sufragánea de la arquidiócesis de Tananarive (hoy arquidiócesis de Antananarivo).
El 11 de diciembre de 1958 la diócesis fue elevada al rango de arquidiócesis metropolitana con la bula Qui benignissima del papa Juan XXIII.
Entre los misioneros que vivieron y trabajaron en esta vasta diócesis, estuvo el siervo de Dios padre Giuseppe Ingrao, un jesuita siciliano de Serradifalco que de 1964 a 1988 realizó su experiencia misionera en medio de grandes dificultades.
El 9 de abril de 1968 cedió una porción de su territorio para la erección de la diócesis de Mananjary mediante la bula Perpetua florere del papa Pablo VI.
El 3 de junio de 1999 cedió otra porción de su territorio para la erección de la diócesis de Ambositra mediante la bula Cum ad aeternam del papa Juan Pablo II.

## Estadísticas
De acuerdo al Anuario Pontificio 2020 la arquidiócesis tenía a fines de 2019 un total de 972 615 fieles bautizados.
| Año                                                                             | Población            | Población | Población      | Sacerdotes | Sacerdotes    | Sacerdotes    | Bautizados por sacerdote | Diáconos permanentes | Religiosos | Religiosos | Parroquias |
| Año                                                                             | Bautizados católicos | Total     | % de católicos | Total      | Clero secular | Clero regular | Bautizados por sacerdote | Diáconos permanentes | Varones    | Mujeres    | Parroquias |
| ------------------------------------------------------------------------------- | -------------------- | --------- | -------------- | ---------- | ------------- | ------------- | ------------------------ | -------------------- | ---------- | ---------- | ---------- |
| 1950                                                                            | 187 500              | 650 000   | 28.8           | 83         | 2             | 81            | 2259                     |                      | 81         | 105        | 1          |
| 1970                                                                            | 358 060              | 792 000   | 45.2           | 129        | 11            | 118           | 2775                     |                      | 198        | 234        | 8          |
| 1980                                                                            | 455 000              | 975 000   | 46.7           | 129        | 26            | 103           | 3527                     |                      | 168        | 265        | 8          |
| 1990                                                                            | 578 162              | 1 323 762 | 43.7           | 119        | 30            | 89            | 4858                     |                      | 167        | 333        | 7          |
| 1999                                                                            | 426 858              | 920 981   | 46.3           | 277        | 54            | 223           | 1541                     |                      | 404        | 296        | 9          |
| 2000                                                                            | 436 726              | 974 106   | 44.8           | 125        | 49            | 76            | 3493                     |                      | 249        | 352        | 8          |
| 2001                                                                            | 418 749              | 995 760   | 42.1           | 134        | 48            | 86            | 3124                     |                      | 291        | 335        | 7          |
| 2002                                                                            | 432 474              | 1 039 760 | 41.6           | 125        | 42            | 83            | 3459                     |                      | 261        | 327        | 7          |
| 2003                                                                            | 452 486              | 1 119 860 | 40.4           | 128        | 46            | 82            | 3535                     |                      | 250        | 337        | 8          |
| 2004                                                                            | 467 476              | 1 153 750 | 40.5           | 121        | 43            | 78            | 3863                     |                      | 253        | 341        | 9          |
| 2006                                                                            | 576 670              | 1 201 000 | 48.0           | 128        | 44            | 84            | 4505                     |                      | 248        | 343        | 9          |
| 2013                                                                            | 821 315              | 1 435 000 | 57.2           | 142        | 61            | 81            | 5783                     |                      | 212        | 315        | 42         |
| 2016                                                                            | 891 947              | 1 549 477 | 57.6           | 147        | 72            | 75            | 6067                     |                      | 214        | 492        | 45         |
| 2019                                                                            | 972 615              | 1 680 240 | 57.9           | 170        | 74            | 96            | 5721                     |                      | 285        | 377        | 46         |
| Fuente: Catholic-Hierarchy, que a su vez toma los datos del Anuario Pontificio. |                      |           |                |            |               |               |                          |                      |            |            |            |

## Episcopologio
- Charles Givelet, S.I. † (16 de mayo de 1913-9 de diciembre de 1935 falleció)
- Xavier Ferdinand J. Thoyer, S.I. † (23 de diciembre de 1936-2 de abril de 1962 renunció[9])
- Gilbert Ramanantoanina, S.I. † (2 de abril de 1962-26 de enero de 1991 falleció)
- Philibert Randriambololona, S.I. † (17 de diciembre de 1992-1 de octubre de 2002 retirado)
- Fulgence Rabemahafaly, desde el 1 de octubre de 2002